# Кортні Ітон
Кортні Джейн Ітон (англ. Courtney Jane Eaton; нар. 6 січня 1996) — австралійська акторка та модель. Відома ролями Чідо Ніжної у фільмі «Шалений Макс: Дорога гніву» і Зани у фільмі «Боги Єгипту».

## Біографія

### Юність
Народилася у місті Банбері, Західна Австралія 6 січня 1996 року.
Вчилася у Катедральній гімназії Банбері. Її батько, Стівен Ітон, за професією ІТ-менеджер, має австралійське та англійське походження, а серед предків матері були новозеландці, китайці, маорі та аборигени островів Кука.

### Кар'єра
Запримітила її Крістін Фокс, глава модельного агентства «Vivien's Models», коли їй виповнилось 11 років. Навчалася модельній майстерності до 16 років. Брала участь в акторській майстерні Майлса Полларда. У 2015 році пройшла кастинг в Сіднеї для фільму «Шалений Макс: Дорога гніву». Отримала роль Чідо Ніжної, однієї з п'яти дружин Несмертного Джо.
Наступного року знялася у фільмі «Боги Єгипту», виконавши роль Заї, рабині та коханої головного героя.

### Особисте життя
З січня 2012 року зустрічалася з Кейлумом Річардсоном. У березні-квітні 2015 року познайомилася з учасником музичного гурту «R5» Россом Лінчем.
З 10 липня 2018 року зустрічається з фотографом, оператором Спенсером Гудоллом.

## Фільмографія
| Рік       | Українська назва           | Оригінальна назва  | Роль           | Примітки             |
| --------- | -------------------------- | ------------------ | -------------- | -------------------- |
| 2015      | Шалений Макс: Дорога гніву | Mad Max: Fury Road | Чідо Ніжна     |                      |
| 2016      | Боги Єгипту                | Gods of Egypt      | Зая            |                      |
| 2017      |                            | Puberty            | Сара           |                      |
| 2017      | Новизна                    | Newness            | Блейк          |                      |
| 2018      | Статус: Update             | Status Update      | Шарлотта Олден |                      |
| 2018      | Ідеальний                  | Perfect            | Сара           |                      |
| 2019      | Службовий обов'язок        | Line of Duty       | Ава Брукс      |                      |
| 2021-2023 | Шершні                     | Yellowjackets      | Лотті          | одна з головних роль |
| 2023      |                            | Parachute          | Ріллі          |                      |